# 领带

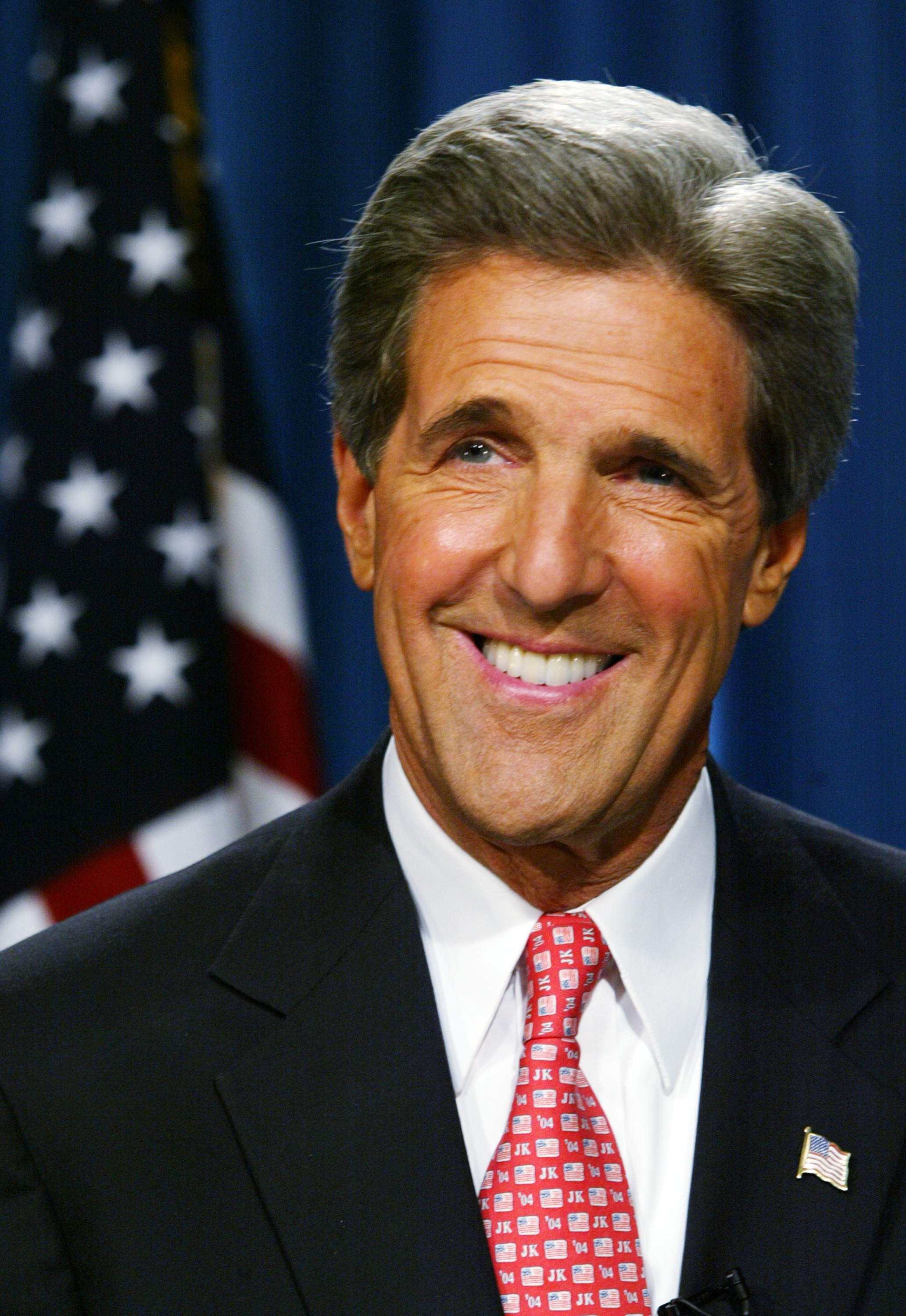
繫选战领带的美國國務卿克里，领带绣有美国国旗、克里名字缩写（JK）与当时年份（'04）。

领带（Necktie），為一種围绕颈部的长饰物，繫在恤衫衣领之下，材质通常为丝质、合成材料。其变体包括：阿斯科特领带（Ascot tie）、领结（Bow tie）、波洛领带（Bolo tie）与卡夹式领带（Clip-on tie）。现代的领带、宽领带与领结都是由领巾（Cravat）发展而来的。男性通常繫领带，作为商务装或正装的一部分。领带有时也是制服的一部分（如军队、警察、学校或服务行业），而且每日佩戴。

## 历史
领带至少有400年历史。在古代，颈部饰物有时是地位、财富的象征，有时只是擦汗毛巾。但现代颈部饰物可以追溯到路易十四时代，在当时，人们模仿17世纪的克罗地亚士兵，纷纷戴上领巾。两个世纪后，工业革命将这个文化传播开去，成千上万的农民离开农田到工厂谋生，而新的阶级─商人阶级也开始出现。1924年，美国裁缝Jesse Langsdorf确立了现代领带的外形、构造：斜裁、由三部分组成。

## 领带宽度的演变
1920年，在第一次世界大战之后，手绘领带（hand-painted tie）在美国作为一种装饰慢慢流行起来，当时大部分领带的宽度为4.5英吋(11.43公分)，一直到1950年之前，这种领带都卖得非常好。
第二次世界大战之前，领带的长度比如今要短很多，原因在于当时男士喜欢高腰的裤子，差不多在在肚脐附近，而马甲和背心也比较流行，所以领带的长短并不是很在意，只要隐藏起来就可以了。
大约1944年，领带开始变得不但宽，而且野性十足，这也是“Bold Look”这个说法的起源。领带开始变到5英吋(12.7公分)，设计也开始采用装饰艺术、狩猎场景、热带主题、色情照片，虽然传统点的设计也是有的。这时领带的典型长度是48英吋(121.92公分)。
“Bold Look”一直持续到1951年，直到一个“Mister T”（Esquire magazine取的名）的风格出现，该风格主打苗条、锥形套装、翻领变小、小帽子边，也包括更瘦更窄的领带。领带在1953年达到3英吋(7.62公分)，并且直到1960中期，领带宽度还是逐渐变窄。这时男士慢慢适应了像如今这样的穿裤子方式，所以领带长度也增长到52英吋(132.08公分)。在1950年代，领带还是比较彩色的，不过已经比以前收敛很多，小几何图形、立体图形和条纹开始流行，在1960早期，暗色、立体图形的领带变得非常普遍，这时领带宽度为1英吋(2.54公分)。
1960年代，流行艺术开始融入设计。在1960末期、1970早期，领带整体的设计逐渐偏向保守，宽度开始增加，变回4.5英吋(11.43公分)，有时也会有艳丽的图案。传统的1950年代和1930年代的设计重新出现，特别是佩斯利图案。
1980年代，有些窄领带，像1.5英吋(3.81公分)、3英吋(7.62公分)至3.25英吋(8.255公分)又开始流行。
1990年代，领带宽度又开始变宽，越来越多的不同寻常的设计出现。关于笑话的领带、故意庸俗的领带在1980年代和1990年代获得很高的知名度。包括卡通人物领带、商业产品领带、流行文化图标领带等等。这时领带的长度为57英吋(144.78公分)。
21世纪初期，领带宽度为3.5英吋(8.89公分)至3.75英吋(9.525公分)，标准长度仍为57英吋(144.78公分)，其它的长度也在117公分至144.78公分中间。宽度3英吋(7.62公分)的领带又开始流行起来，尤其是年轻人。

## 外部連結
- 甚麼領帶物料是最好的? TieSecret.com （页面存档备份，存于）

## 注脚
1. 1 2 3 4 5 6 7  .   [2012-03-06]. （原始内容存档于2012-03-07）.
2. 1 2  .   [2012-03-06]. （原始内容存档于2021-04-21）.